# Snežnica
Snežnica es un municipio del distrito de Kysucké Nové Mesto en la región de Žilina, Eslovaquia, con una población estimada a final del año 2024 de 1129 habitantes.
Se encuentra ubicado al noroeste de la región, cerca del curso alto del río Váh (cuenca hidrográfica del Danubio) y de la frontera con la República Checa y Polonia.

## Demografía
| Año        | 1994 | 2004     | 2014    | 2024     |
| ---------- | ---- | -------- | ------- | -------- |
| Población  | 893  | 987      | 988     | 1129     |
| Diferencia |      | +10,52 % | +0,10 % | +14,27 % |

| Año        | 2023 | 2024    |
| ---------- | ---- | ------- |
| Población  | 1127 | 1129    |
| Diferencia |      | +0,17 % |